# Giogali
Il Giogali è un lampadario da soffitto progettato nel 1967 dall'architetto italiano Angelo Mangiarotti per la Vetreria Vistosi.

## Descrizione
L'elemento di base del lampadario Giogali è una sorta di uncino in vetro di Murano, la cui lucentezza offre una peculiare specificità e riflettanza alla incidenza luminosa. L'elemento di base è variamente componibile senza bisogno di struttura fissa: le sue diverse composizioni consentono di generare una famiglia di lampadari con forme in sospensione, a soffitto, a parete e a piantana assumendo qualsiasi dimensione. La sorgente luminosa è posta al centro 
La forma di struttura più famosa è la composizione a cascata di anelli componibili in cristallo incolore, talvolta montati su un telaio di acciaio inossidabile.
Il nome Giogali, deriva dal dialetto veneto "giongher" che significa laccio da utilizzare per legare il carro al giogo.